# Stalewo (obwód Chaskowo)
Stalewo (bułg. Сталево) – wieś w południowej Bułgarii, w obwodzie Chaskowo, w gminie Dimitrowgrad.
Corocznie 22 marca odbywają się dni Stalewa.
We wsi na małym wzgórzu znajduje się zabytkowa kapliczka.